# Местоглаголие
Местоглаго́лие — слово-заменитель глагола, указывающее на действие, но его не специфицирующее. Термин вошёл в русский язык к 1970 году, когда он был упомянут в русском переводе работы У. Вайнрайха «О семантической структуре языка», впервые опубликованной в 1963 году.
В русском языке явление мало распространено. Ю. С. Маслов указывает на словосочетание «делать это». Другим типичным местоглаголием является «того»: Мы его сейчас того. Во многих языках к тому же классу относится слово «делать» (англ. do, дат. gøre, швед. göra), в китайском кит. 来 («приходить»).
Ю. И. Левин отмечает, что в русском мате многие глагольные образования от корней «обсценной триады» являются местоглаголиями: их корни не несут семантической нагрузки и смысл действия определяется приставками, суффиксами и контекстом.